# Henri Rousseau
Henri Julien Félix Rousseau (tiếng Pháp: [ɑ̃ʁi ʒyljɛ̃ feliks ʁuso]; 21 tháng 5 năm 1844 – 2 tháng 9 năm 1910) là một họa sĩ trường phái hậu ấn tượng người Pháp theo phong cách ngây thơ và nguyên thủy. Ông cũng được biết đến như Le Douanier (nhân viên thuế quan), do công việc chính của ông là nhân viên thuế quan. Tuy ông bị nhạo báng và chỉ trích trong suốt cuộc đời của mình, sau này ông được công nhận là một thiên tài tự học có tác phẩm có chất lượng nghệ thuật cao. Các tác phẩm của Rousseau gây một ảnh hưởng sâu rộng trên nhiều thế hệ nghệ sĩ tiên phong.

## Tác phẩm

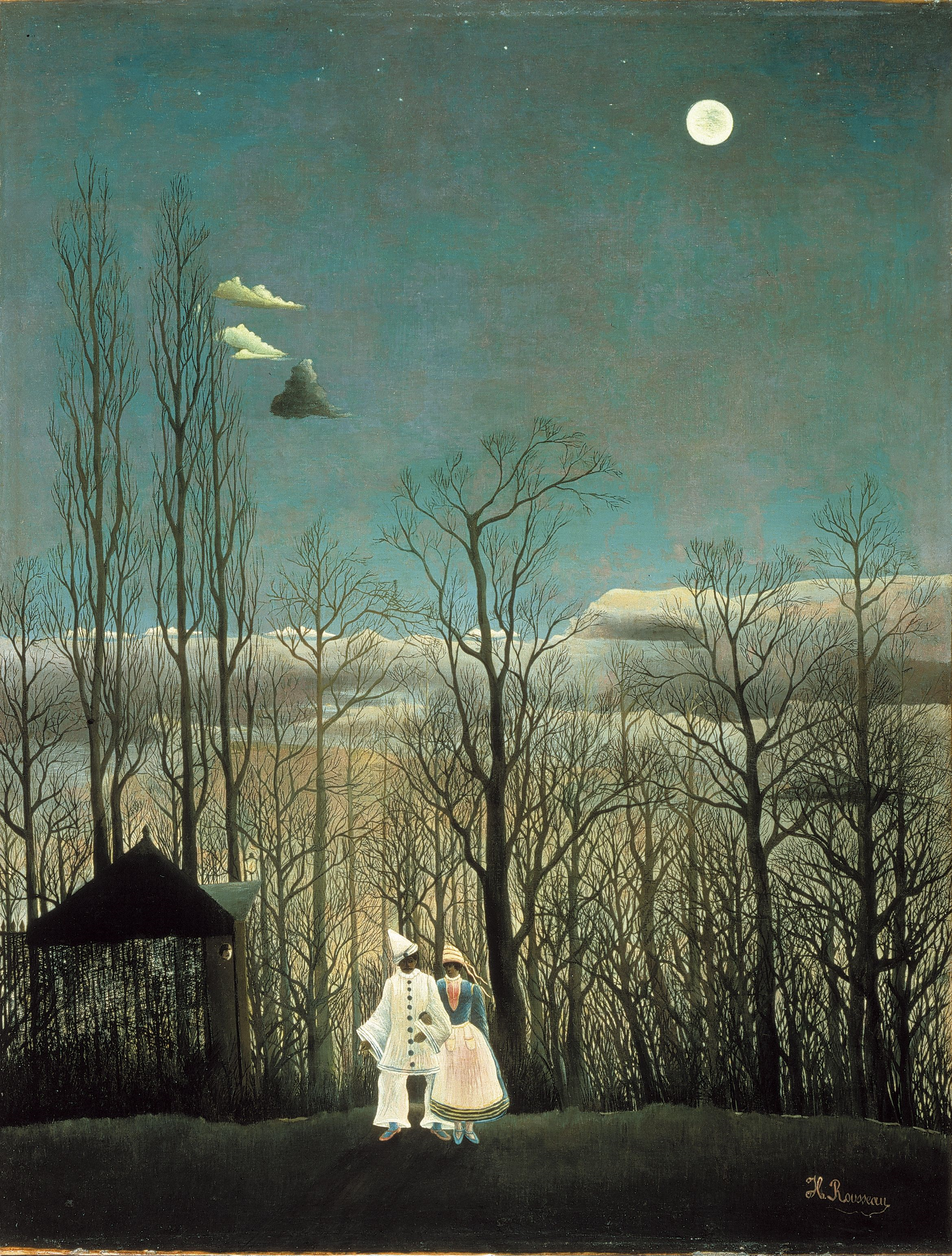
A Carnival Evening, 1886, Philadelphia Museum of Art, Philadelphia, PA
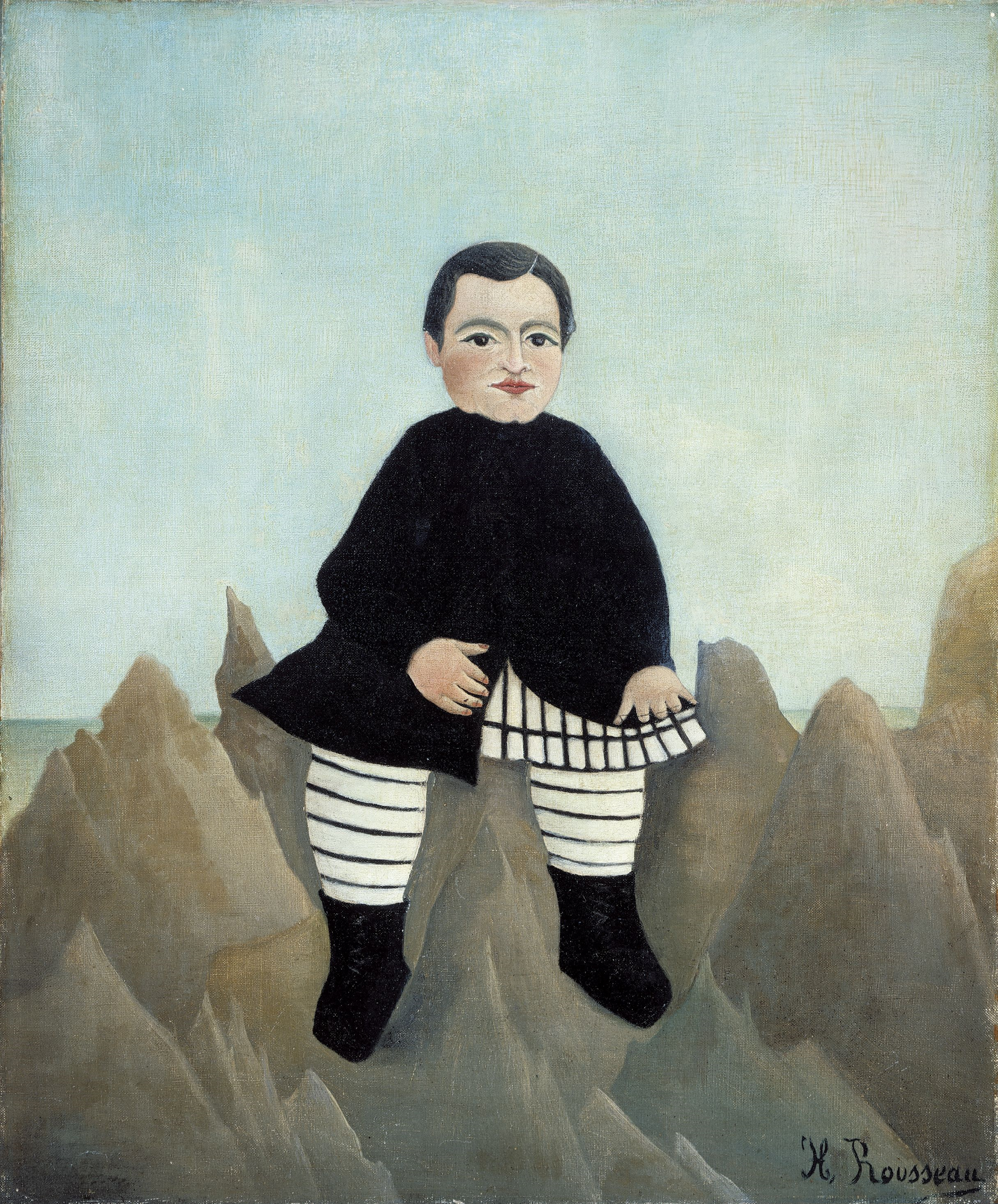
Boy on the Rocks, 1895–97, National Gallery of Art, Washington, D.C.
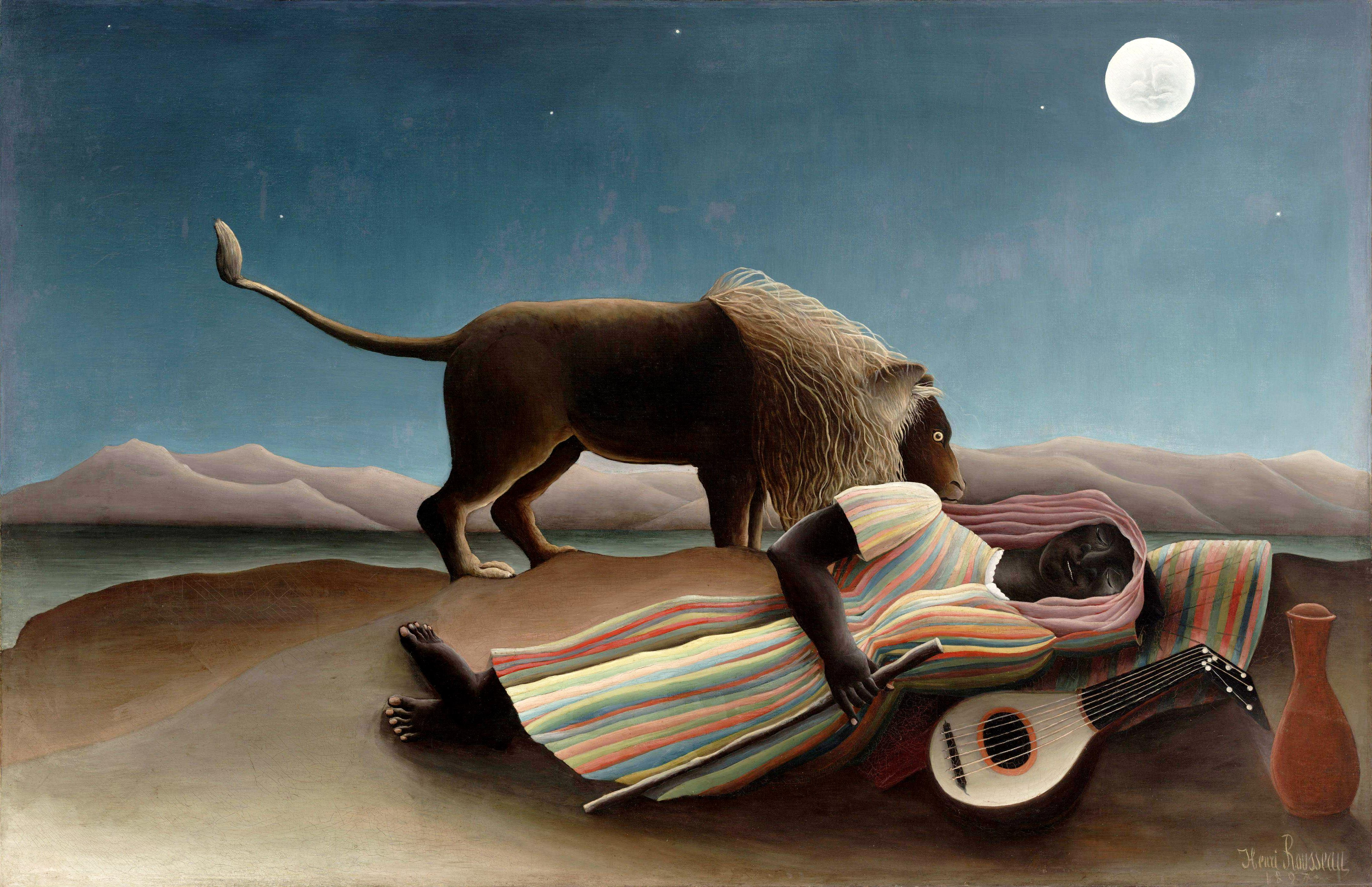
The Sleeping Gypsy, 1897, MoMA, New York
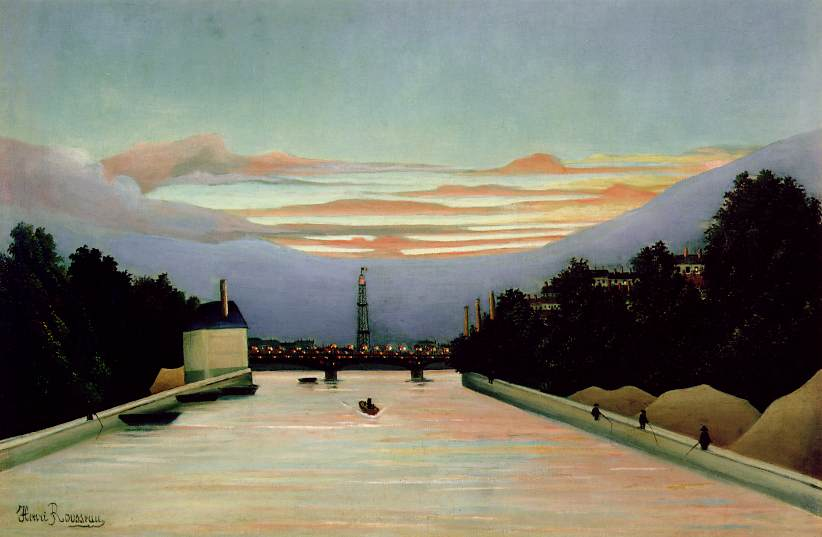
La tour Eiffel peinte par Henri Rousseau, 1898, Houston Museum of Fine Arts, Houston
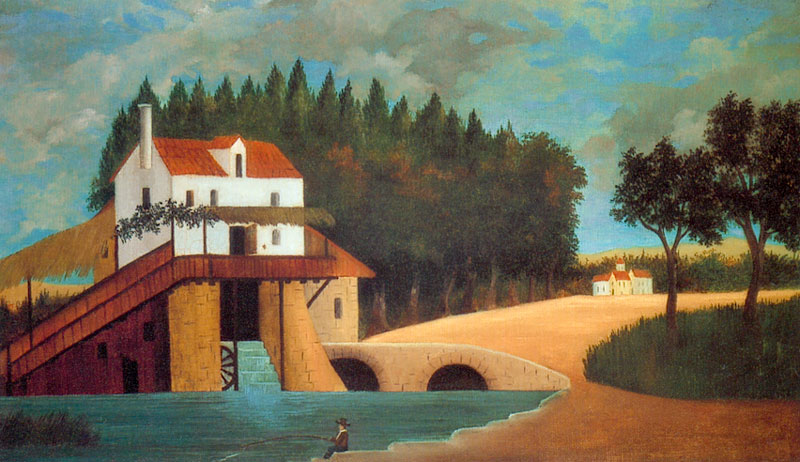
Le Moulin (The Mill), c. 1896, Musée Maillol, Paris
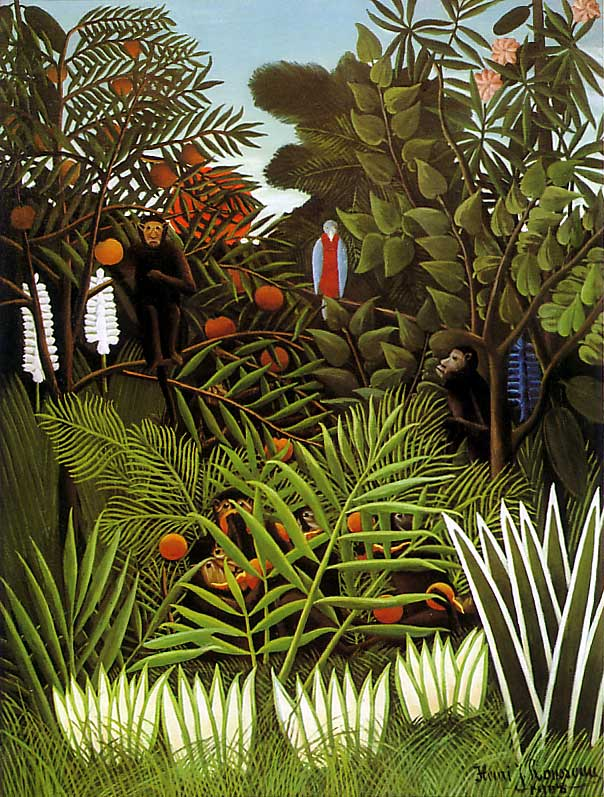
Exotic Landscape, 1908, Private collection
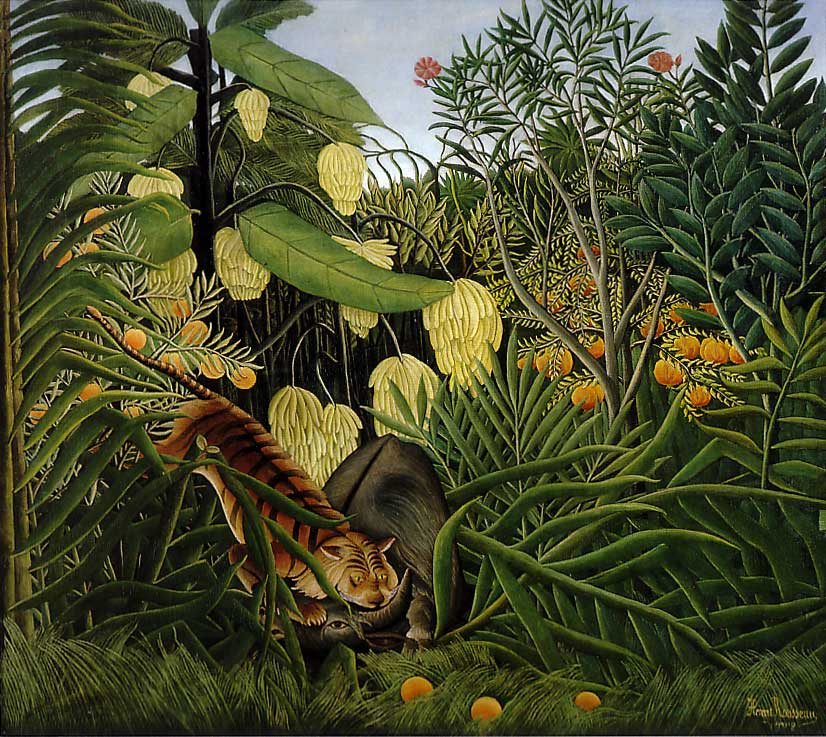
Fight Between a Tiger and a Buffalo, 1908, Cleveland Museum of Art, Cleveland, Ohio
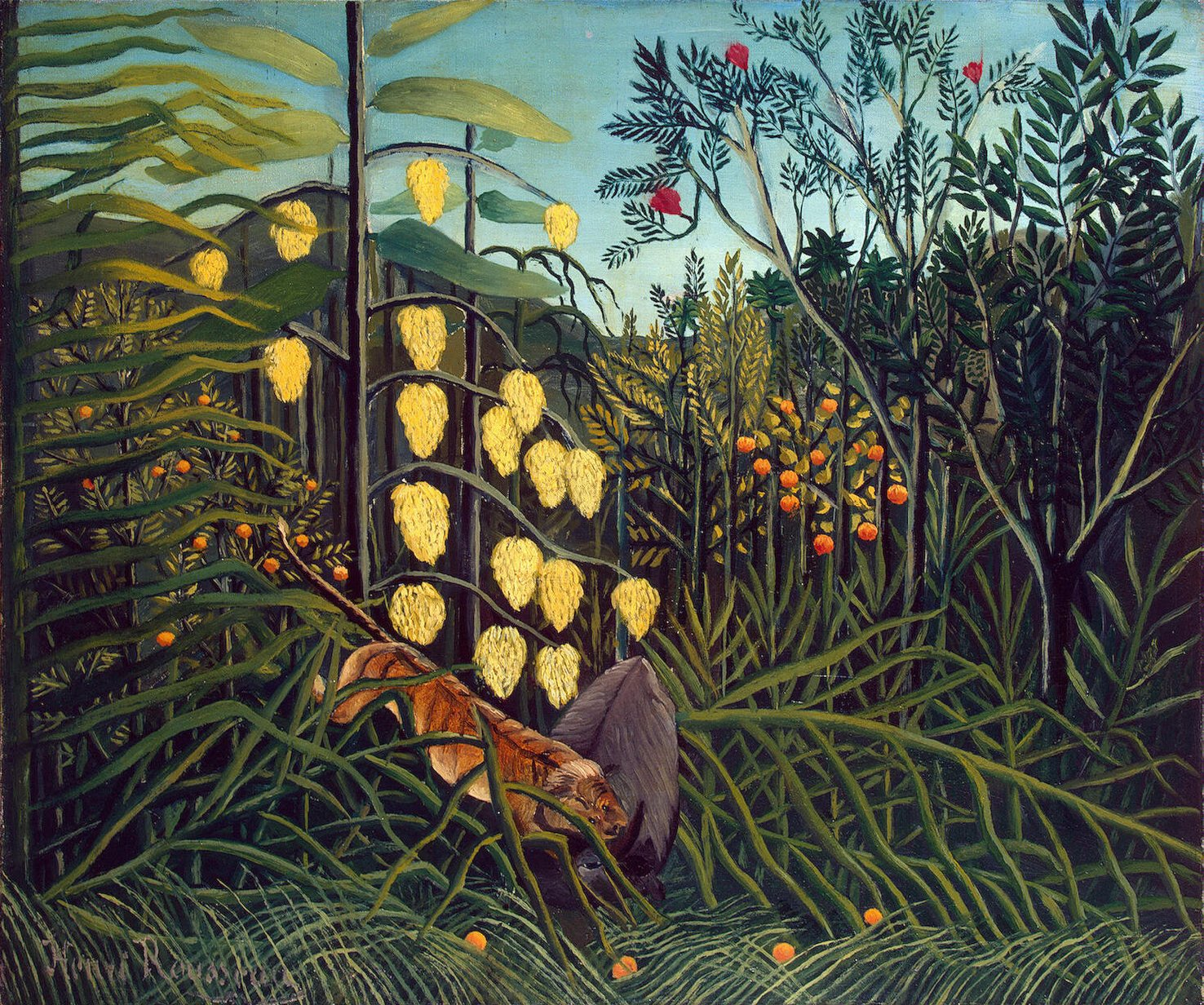
In a Tropical Forest Combat of a Tiger and a Buffalo, 1908-1909, Hermitage Museum, St. Petersburg
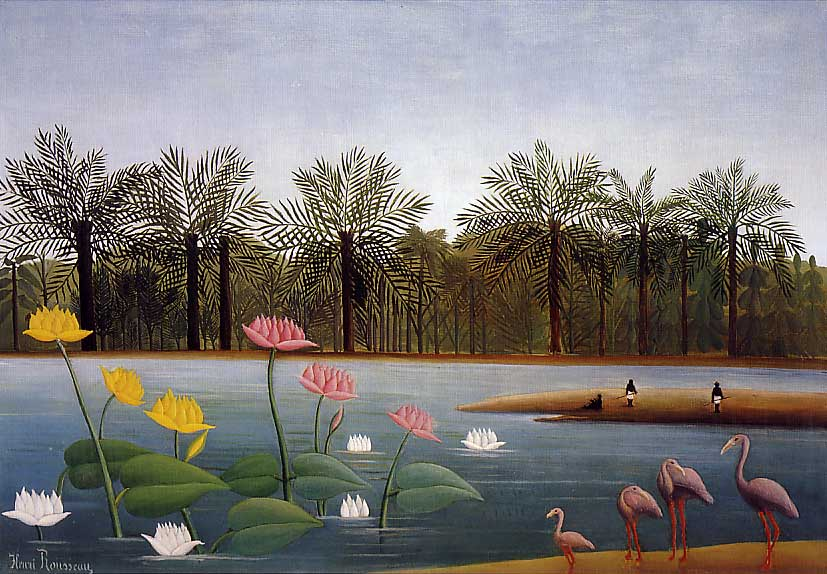
The Flamingoes, 1907, Private collection
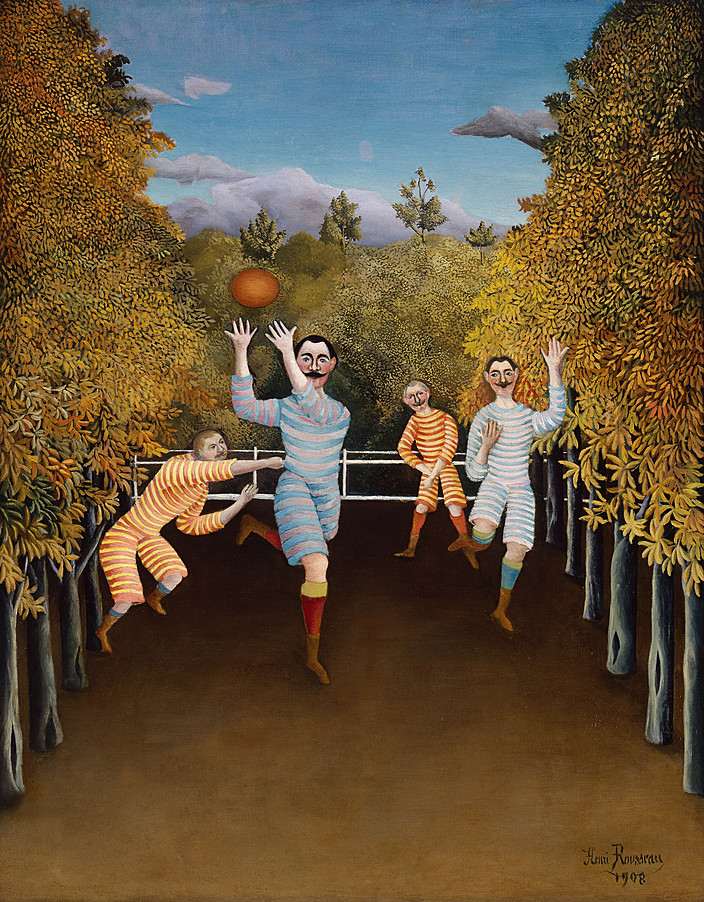
The Football Players, 1908, Solomon R. Guggenheim Museum, New York
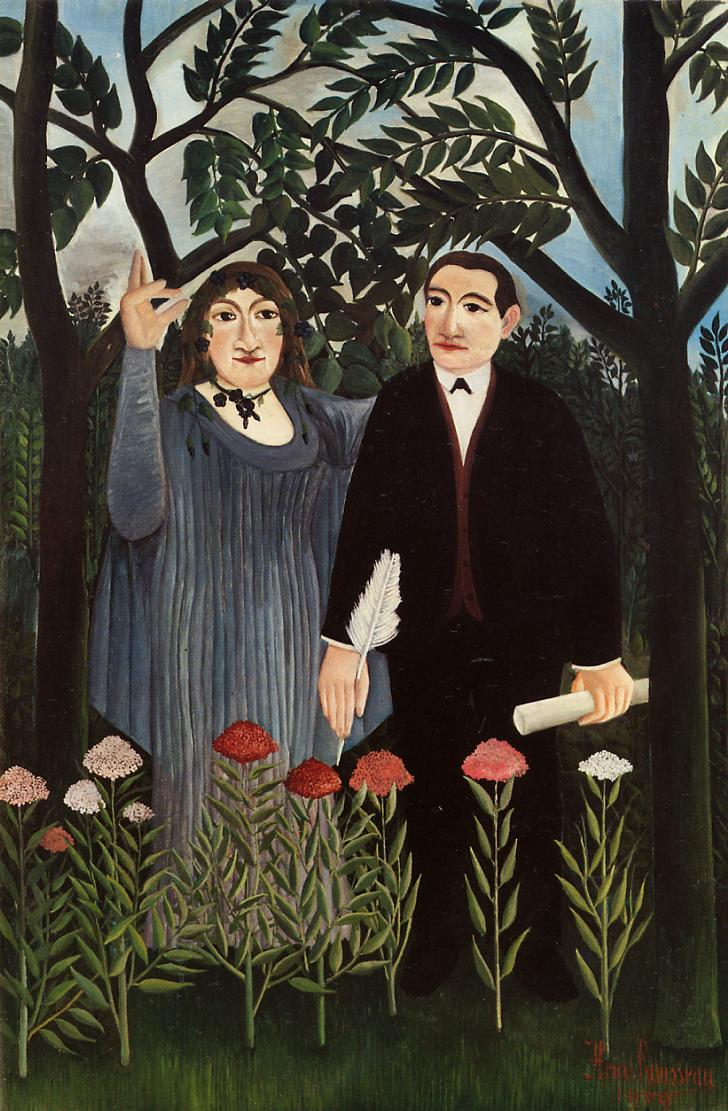
Muse Inspiring the Poet (Portrait of Guillaume Apollinaire and Marie Laurencin), 1909, Kunstmuseum Basel, Switzerland
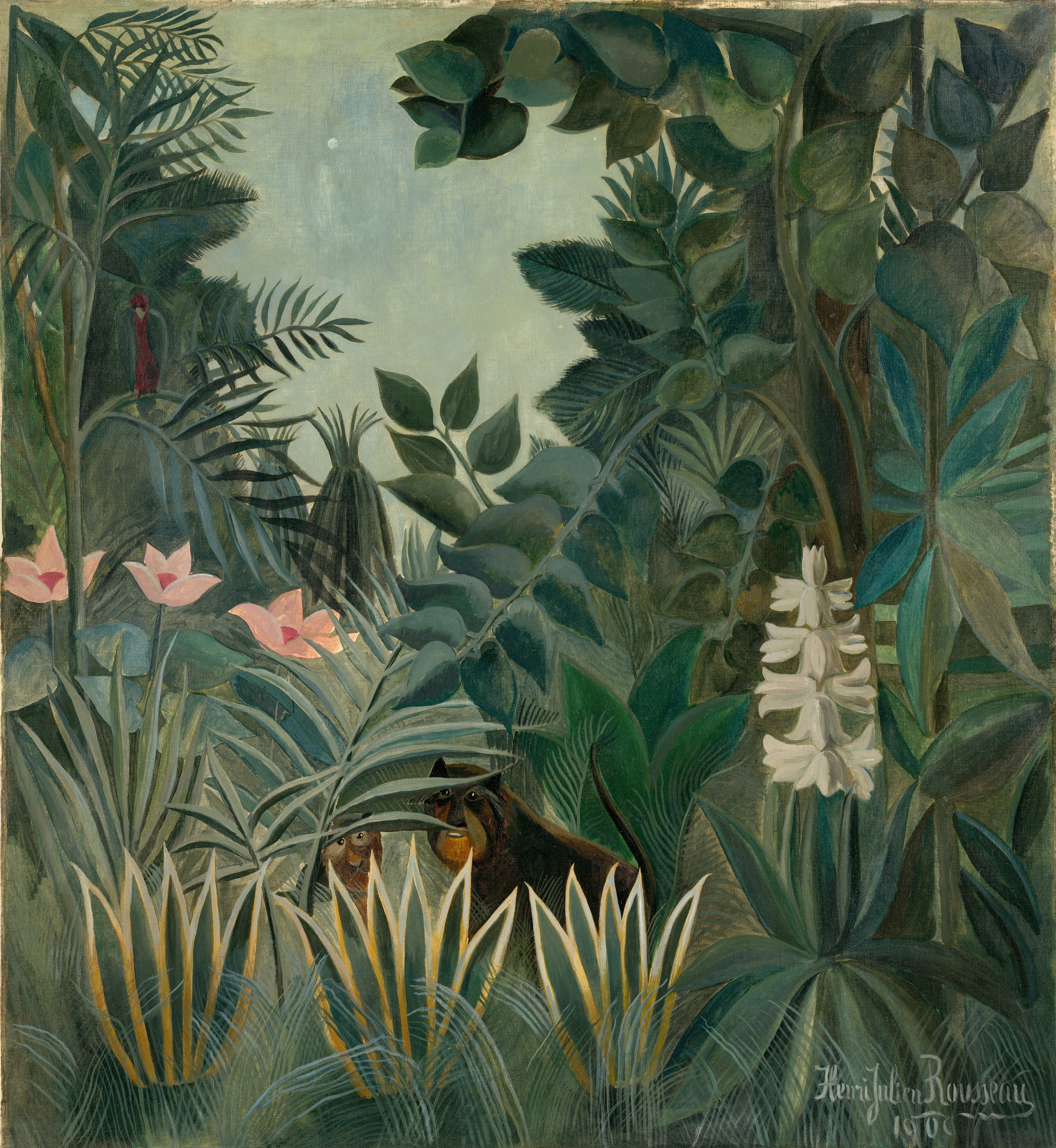
The Equatorial Jungle, 1909, National Gallery of Art, Washington, D.C.
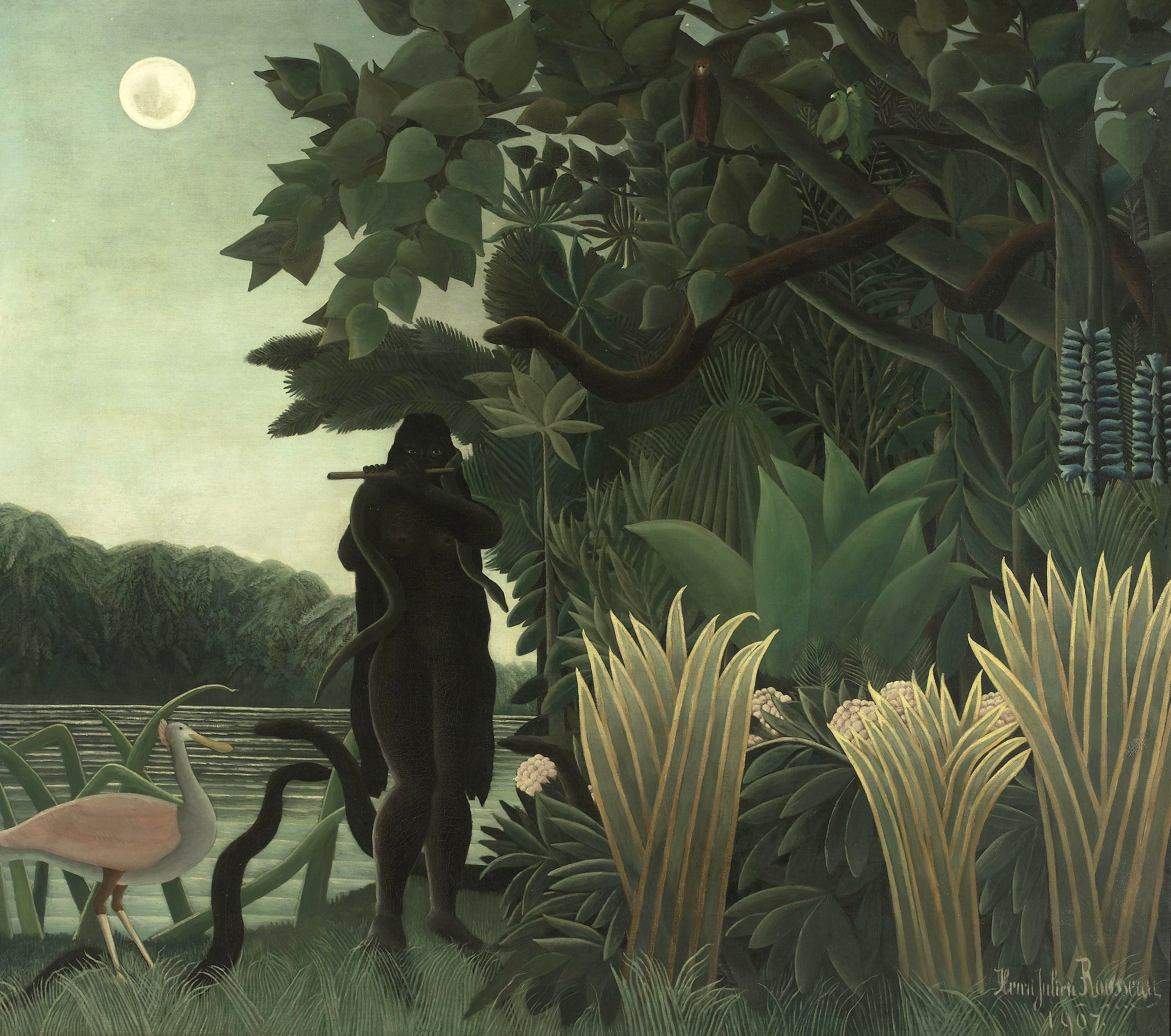
The Snake Charmer, 1907, Musée d'Orsay, Paris
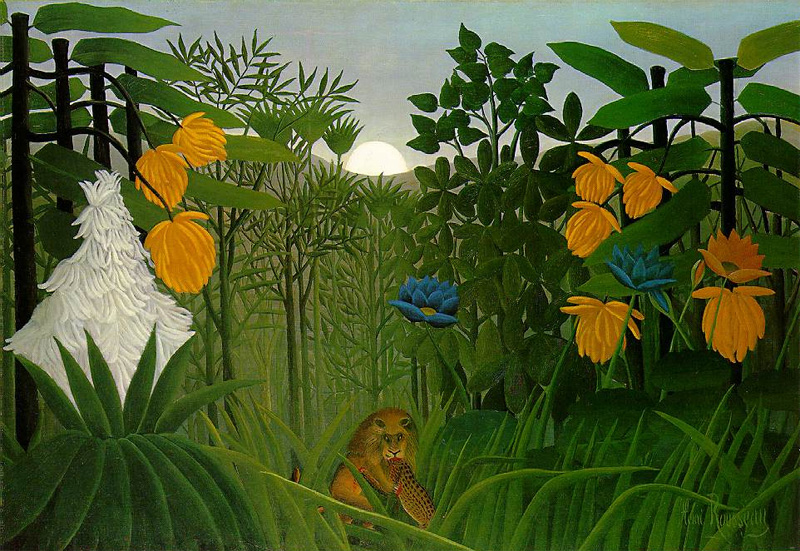
The Repast of the Lion, c.1907, Metropolitan Museum of Art, New York
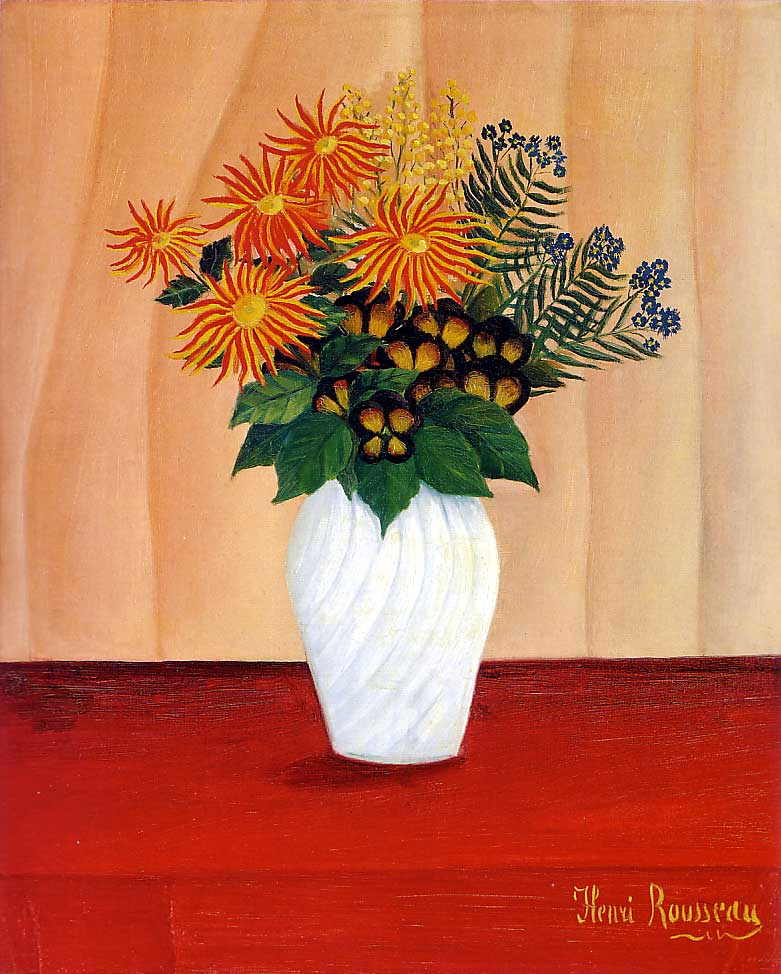
Bouquet of Flowers, 1910, Tate Gallery, London
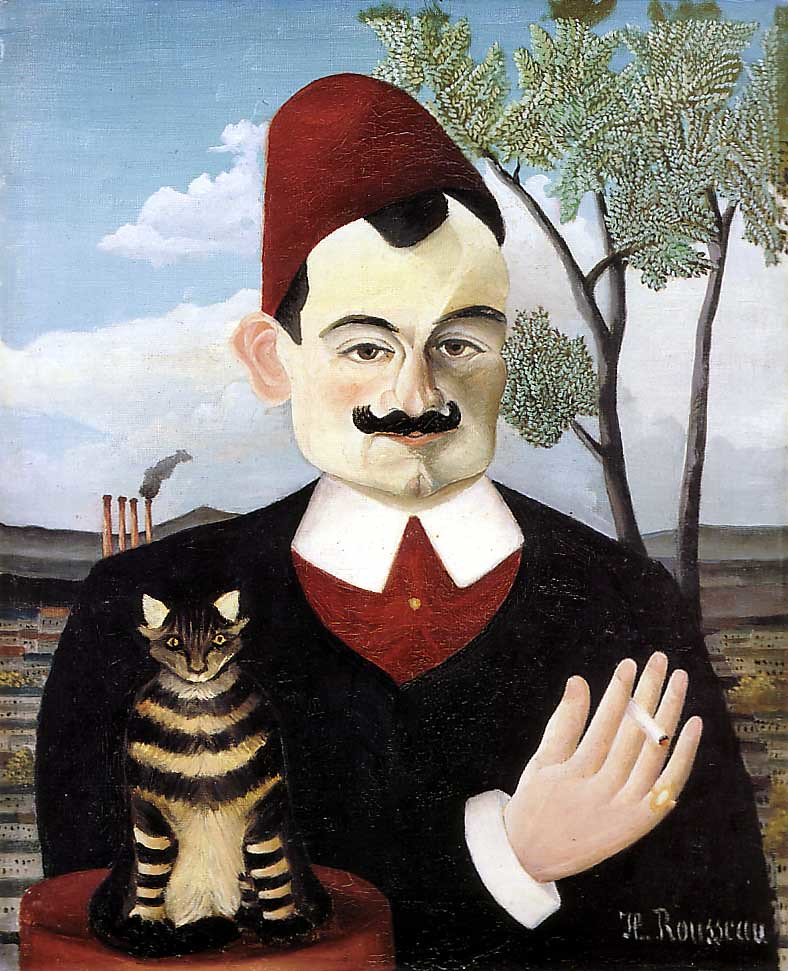
Pierre Loti, 1910, Kunsthaus Zurich, Switzerland